# 카르스텐 노르고르
카르스텐 노르고르(덴마크어: Carsten Norgaard, 1963년 3월 3일 ~ )는 덴마크의 배우이다.

## 출연 작품
- D2: 마이티 덕 (1994): 볼프 스탄손(Wolf Stansson) 역
- 솔저 (1998): 그린(Green) 역
- 에이리언 VS. 프레데터 (2004): 러스튼 퀸(Rusten Quinn) 역
- 신드바드 (2012): 옵시디언(Obsedian) 역
- 높은 성의 사나이 (2015): 루돌프 베게너(Rudolph Wegener) 역